# Галіндо-і-Перауй
Галіндо-і-Перауй (ісп. Galindo y Perahuy) — муніципалітет в Іспанії, у складі автономної спільноти Кастилія-і-Леон, у провінції Саламанка. Населення — 725 осіб (2010).
Муніципалітет розташований на відстані близько 190 км на захід від Мадрида, 17 км на захід від Саламанки.
На території муніципалітету розташовані такі населені пункти: (дані про населення за 2010 рік)
- Ескобос: 3 особи
- Галіндо-і-Перауй: 247 осіб
- Міранда-де-Перікальво: 22 особи
- Монте-ла-Рад: 435 осіб
- Сан-Беніто-де-ла-Вальмуса: 1 особа
- Санто-Томе-де-Кольєдо: 0 осіб
- Кампо-Чарро: 0 осіб
- Ель-Енсінар: 2 особи
- Перікальво: 10 осіб
- Сан-Хусто-де-Вальмуса: 0 осіб
- Торре-де-Мартін-Паскуаль: 5 осіб

## Демографія
Динаміка населення (INE ):

## Зовнішні посилання
- Офіційна вебсторінка
- Провінційна рада Саламанки: індекс муніципалітетів [Архівовано 23 квітня 2009 у Wayback Machine.]
- Посилання на Google Maps